# Julio Añoveros Trias de Bes
Julio Añoveros Trias de Bes (ur. 27 marca 1942 w Barcelonie, zm. 3 kwietnia 2020 tamże) – hiszpański i kataloński prawnik oraz nauczyciel akademicki, profesor, poseł do Parlamentu Europejskiego IV kadencji.

## Życiorys
Ukończył studia prawnicze na Uniwersytecie Barcelońskim, kształcił się następnie na uniwersytetach w Bolonii i Madrycie, doktoryzując się w dziedzinie prawa. W 1967 pojął praktykę adwokacką w ramach barcelońskiej palestry. Był wykładowcą macierzystej uczelni, od 1986 do 2007 jako profesor tytularny międzynarodowego prawa publicznego. Od 1994 do 1999 był także profesorem na uniwersytecie kształcenia na odległość UNED. Później zawodowo związany z uczelnią ESADE.
W latach 1994–1999 z ramienia Partii Ludowej sprawował mandat eurodeputowanego IV kadencji, zasiadając we frakcji chadeckiej.